# Aiguardent
L'aiguardent o esperit de vi és una beguda espirituosa obtinguda per la destil·lació de líquids procedents de fermentació alcohòlica, com ara vi (brandi, conyac), melassa de canya de sucre (canya, rom), de brisa (marc, oruxo, grappa), pomes o sidra (calvados) i altres sucs de fruita (cirera, pruna, etc.). Pot ser natural o perfumat amb tota mena d'essències (anís, taronja, préssec, meló…).

## Història de l'aiguardent català
A Catalunya històricament l'aiguardent més destil·lat fou el derivat del vi utilitzant un senzill alambí, objecte que tenien totes les cases de pagès. Acostumaven a ser els de la prova d'Holanda (de 51,8 a 53,4 graus), els de la prova d'oli (61,2 graus) i el de 3/4 (67 graus) i s'aromatitzaven amb anís, canyella i sucre. L'avantatge de l'aiguardent respecte al vi era que es conservava molt millor i el valor afegit degut a la seva elaboració era major.
Al segle xviii la producció era molt abundant, sobretot a les comarques del camp de Tarragona, on transformaven part del vi en aiguardent i l'exportaven arreu des dels diversos ports comercials. Per exemple, entre 1775 i 1778 van sortir de Salou 285.000 càrregues, i entre 1794 i 1798 435.000. Durant el segle xix també s'exportaren pel port de Vilanova i la Geltrú molts barrils d'aiguardent elaborat al Penedès.

## Els alambins
No hi ha aiguardent sense alguna mena d'aparell per a destil·lar l'alcohol. Aquest aparell s'anomena genèricament alambí. Un alambí es un aparell que destila alcohol mitjançant un consum de combustible (llenya, carbó…).
Els alambins casolans i de laboratori poden funcionar sense que el rendiment calorífic tingui gaire importància. Les quantitats implicades són petites i els costos associats també ho són en valor absolut. Contràriament, en els alambins industrials o semi-industrials, que necessiten quantitats importants de combustible, el rendiment calorífic és molt important.
L'any 1821 foren publicats els detalls d'un aparell de destil·lar aiguardent del vi en procés continu, del català Joan Jordana i Elias. Aquest alambí presentava molts avantatges sobre els anteriors i fou adoptat ràpidament a Catalunya.

## Aiguardent català a Amèrica
L'aiguardent català en terres americanes, a més de l'aspecte econòmic com a producte d'exportació, va arribar a tenir una gran importància social. En algunes ciutats importants, Nova Orleans per exemple, el terme “catalan” s'associava a les tavernes que foren, pràcticament, monopoli dels catalans. Moltes tavernes eren a la vegada botigues d'altres gèneres, restaurants econòmics i hostals.
En llibres de viatges sobre exploracions cap a l'interior del continent, els viatgers exploradors esmenten sovint el “catalan” : un aiguardent fort i poc sofisticat, però reconfortant enmig dels territoris salvatges.

### Documents
- Tavernes a Nova Orleans.[4]
  - Un dels edificis més antics de Nova Orleans és la Old Absynte House, taverna i hostal construïda per catalans.[5] Aquesta taverna ha estat relacionada amb el pirata Jean Lafitte.
- Aiguardent català al "salvatge oest"
  - L'escriptor de novel·les d'aventures Thomas Mayne Reid, esmenta en diverses obres l'aiguardent català: "...Fortunately, I carried with me a flask of Catalan brandy..." ("...Per sort portava un flascó d'aiguardent català...".[6][7][8][9] Reid indica, en una ocasió, el color d'aquell aiguardent: “...golden Catalan...”.[10]
- A Mèxic.
  - Un escriptor francès, Gabriel Ferry, en una obra de ficció que recull set anys d'estada a Mèxic, parla del “Catalonian refino” i d'un coltell català: “The American was just finishing a bottle of Catalonian refino while the Mexican slowly sipped some iced tamarind water...”... “... The banker had on the table by him a Catalonian knife, with an edge as keen as a razor...”.[11] El terme "refino" indica la varietat més refinada d'aiguardent. I, l'esment d'un ganivet fabricat a Catalunya, suposa un nivell d'exportacions a Mèxic d'eines de tall catalanes important o una fama reconeguda.
  - En llibres de cuina mexicans, l'aiguardent de referència és català.[12][13][14] Amb alguna recepta amb aiguardent de Castella. També hi ha llibres "històrics" que parlen del "catalán refino".[15]
- A Califòrnia.
  - Hi ha un informe francès sobre la importació d'aiguardent català a Monterrey.[16]

## Detalls puntuals
- 1821. Publicació dels detalls d'un aparell de destil·lar aiguardent del vi en procés continu, del català Joan Jordana i Elias. Aquest alambí presentava molts avantatges sobre els anteriors i fou adoptat ràpidament a Catalunya.[3]
- Un llibre de medicina de 1874, parla de l'aiguardent català com a : ”...casi incoloro y transparente como el aguardiente catalán...”.[17]
- Un informe oficial del Perú sobre taxes als aiguardents, informa del grau alcohòlic de l'aiguardent català importat: 36 graus.[18]
- El “Catalonian refino”: Hi ha una munió de llibres d'aventures que, malgrat ser de ficció, mostren alguns aspectes de la realitat que poden resultar interessants al lector. Alguns del llibres esmentats parlen del “Catalonian refino”, en territoris de Mèxic, Nou Mèxic, Texas, ...Es tracta de novel·les que poden llegir-se de franc i que permeten intuir una altra versió de la vida en aquelles terres que la que es pot veure al cinema.[19][20][21][22][23][24][25]